# Monte Princeton
El monte Princeton es una alta y prominente cima de los Collegiate Peaks  en la cordillera Sawatch de las montañas Rocosas de América del Norte. Con 4329 m está situada en el San Isabel National Forest, a 12,6 km al suroeste (rumbo 225°) de la ciudad de Buena Vista, en el condado de Chaffee, Colorado, Estados Unidos. La montaña fue nombrada en honor a la Universidad de Princeton.

## Montaña
Aunque no es uno de los picos más altos de la cordillera Sawatch, el monte Princeton es uno de los más espectaculares, levantándose abruptamente casi 7.000 pies sobre el valle del río Arkansas en sólo 6 millas.
El primer ascenso registrado fue el 17 de julio de 1877, a las 12:30 p. m. por William Libbey de la Universidad de Princeton. Es probable que varios mineros hubiesen escalado la cima antes. El nombre del monte Princeton se usaba ya en 1873, y el pico fue probablemente nombrado por Henry Gannett, un graduado de Harvard y jefe de topografía en un estudio del gobierno dirigido por George M. Wheeler.

## Nombres históricos
- Chalk Peak
- Mount Princeton – 1906
- Princeton Mountain

## En
- Esta obra contiene una traducción  derivada de «Mount Princeton» de Wikipedia en inglés, concretamente de esta versión, publicada por sus editores bajo la Licencia de documentación libre de GNU y la Licencia Creative Commons Atribución-CompartirIgual 4.0 Internacional.